# Schevenings Toneel
Het Schevenings Toneel wordt gevormd door een amateur-gezelschap in verenigingsverband dat uitsluitend in het Schevenings dialect toneeluitvoeringen verzorgt. Het is in 1975 opgericht te Scheveningen.

## Bescheiden begin
Het gezelschap was vooralsnog beperkt in zijn presentaties. De door de spelers uit te voeren stukken werden in de eerste jaren voornamelijk aangeboden aan bezoekers/bewoners van plaatselijke wijk-, diensten- en bejaardencentra op Scheveningen. Van deze instellingen kon worden verwacht dat zij veel geïnteresseerde Scheveningse bewoners en bewoonsters zouden tellen. Dat bleek inderdaad het geval waardoor later ook voorstellingen buiten de voornoemde centra konden worden aangeboden. Het aanwezige publiek werd door de gekozen opzet geplaatst in een entourage die de bezoekers ondergingen als bij ons thuis. Het was echter niet voldoende, zo'n entourage te beschouwen als de enige maatstaf. 

## Acteurs tevens auteurs
Los ervan moest ook de plaatselijke klederdracht en het plaatselijke dialect in de vertoonde stukken een duidelijke rol krijgen. De twee laatstgenoemde elementen leidden inderdaad tot de gewenste verbreding van de entourage en daarmee tot aanvaardbare toneelstukken. Twee van de heren die in de voorstellingen een prominente rol vertolkten groeiden namelijk door. Zij werden naast acteurs tevens de auteurs van veel door hen gepresenteerde toneelstukken. De beide spelers beheersten volledig het dialect. Daarnaast kenden zij vanuit eigen ervaring de leef- en woonomstandigheden te Scheveningen die op hun beurt de stukken, zoals door hen gespeeld, waarheidsgetrouw maakten.

## Steun vanCentrum van Amateurkunst
Het bleef de vraag of dergelijke plaatsgebonden stukken voldoende aanvaardbaar zouden zijn voor een groter publiek. Het gezelschap wilde daarom een officiële vereniging worden en daardoor aansluiting krijgen bij het Haags Amateurtoneel. Vooraf werd door deskundigen van het Centrum van Amateurkunst kritisch gekeken naar de kwaliteiten van de opgevoerde stukken. Aangezien deze gunstig werden beoordeeld kon het Schevenings Toneel als lid toetreden tot het Haags Amateurtoneel.

## Herman Heijermans
Waren tot dan toe de podia bescheiden van omvang geweest, de toeloop van bezoekers werd op den duur zodanig groot dat moest worden omgezien naar podia die volledig professioneel van opzet waren. Die aanzet gelukte. De Prins Willem Alexanderzaal van het Nederlands Congrescentrum in Den Haag bood jaarlijks twee avonden achtereen een volledig uitverkochte zaal. Hetzelfde vond plaats toen enkele malen gebruik moest worden gemaakt van het podium van het Circustheater te Scheveningen. Het lag vrijwel voor de hand dat aan de auteur Heijermans niet kon worden voorbijgegaan. Op 30 september 2000 werd het drama Op hoop van zegen van Herman Heijermans opgevoerd voor een - tot tweemaal toe - uitverkochte zaal.